# بيت ماكي
بيت ماكي (بالإنجليزية: Pete McKee)‏ هو رسام بريطاني، ولد في 1 فبراير 1966 في شفيلد في المملكة المتحدة.

## وصلات خارجية
- بيت ماكي على موقع ميوزك برينز (الإنجليزية)